# Francesc Xavier Calicó i Rebull
Francesc Xavier Calicó i Rebull   (Barcelona, 22 d'agost de 1907 - Barcelona, 1 de gener de 1983) va ser un numismàtic, investigador i escriptor català.

## Biografia
Juntament amb el seu germà Ferran, continuà amb el negoci familiar de numismàtica, un dels més antics en la seva classe (vegeu Numismàtica Calicó). Més enllà de la seva activitat professional, fou un expert investigador i promotor d'activitats relacionades amb la numismàtica i la medallística. Pel que fa a la seva activitat de promoció dels estudis numismàtics cal destacar la seva ajuda a molts joves investigadors que acabarien convertint-se en grans especialistes; també, la seva activitat en l'organització d'exposicions numismàtiques, tant a Espanya com a l'estranger, que arrenca amb la I Exposició Nacional de Numismàtica, celebrada a Terrassa el 1949. Aquest esdeveniment, l'organització del qual va anar a càrrec de Xavier Calicó en bona part, pot ser considerat com el punt d'arrencada de la renovació dels estudis de numismàtica en el nostre país a la postguerra.

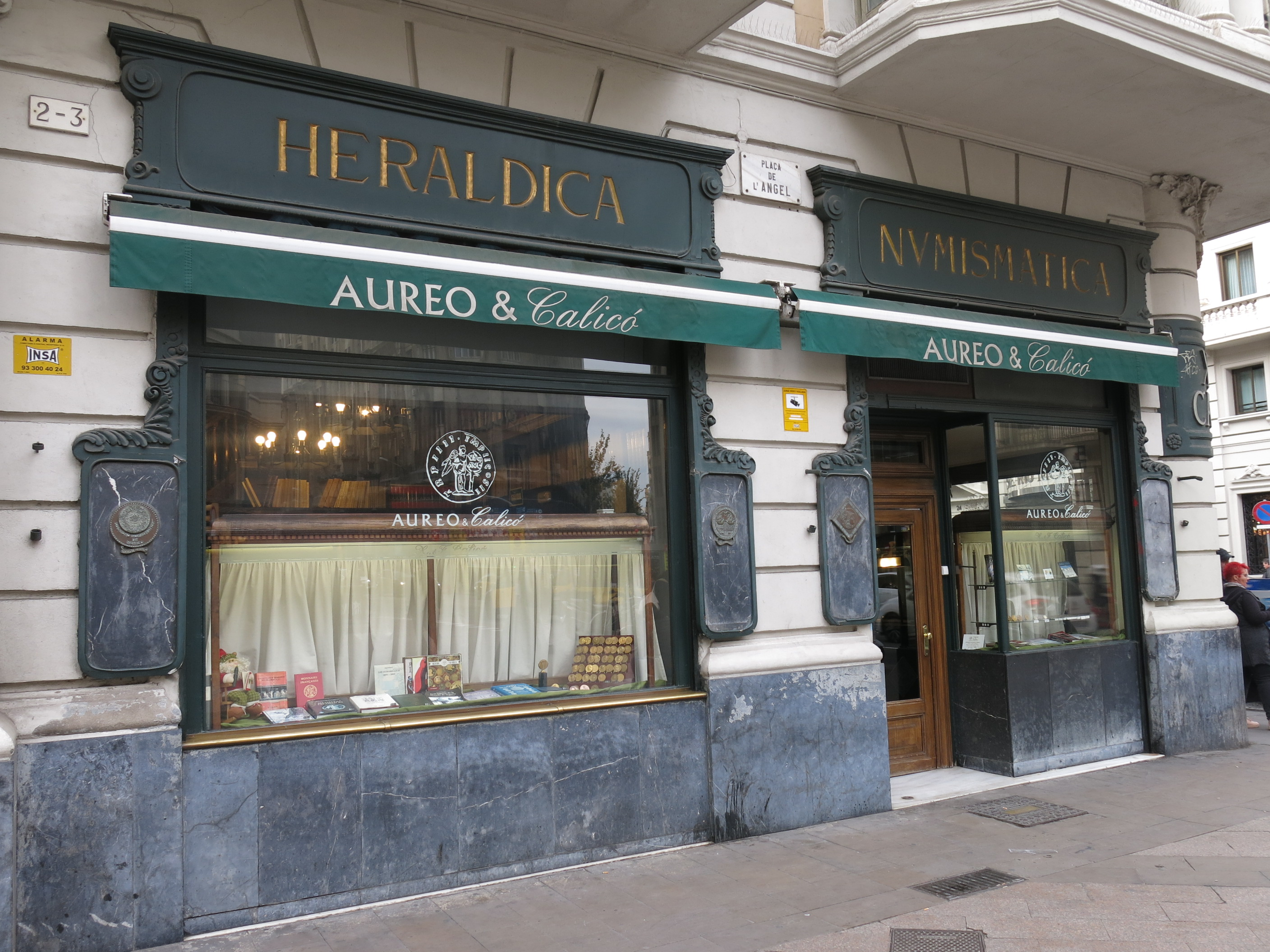
Numismàtica Calicó, al Portal de l'Àngel de Barcelona

Va ser soci fundador i protector, primer secretari general, soci d'honor i president d'honor de l'Associació Numismàtica Espanyola creada el 1955. Des d'aquestes responsabilitats va posar en marxa nombroses activitats i un seguit de publicacions entre les quals destaquen les revistes Gaceta Numismática, que va dirigir. A més es preocupà de la projecció a l'àmbit iberoamericà. Així, van sorgir la Societat Iberoamericana d'Estudis Numismàtics i la seva revista Numisma (1951), tan vinculades a la Fàbrica Nacional de Moneda i Timbre. Cal assenyalar també la vinculació amb centres d'investigació, com ara l'Institut Antonio Agustín de Numismàtica del Consell Superior d'Investigacions Científiques, que va tenir la seva seu al Museu Arqueològic Nacional d'Espanya.
Calicó també va intervenir en l'organització dels Congressos Nacionals de Numismàtica i va ocupar llocs rellevants en institucions i organitzacions tant nacionals com estrangeres. Així, fou fundador (1951), president i president d'honor de la International Association of Professional Numismatists, president del Premier Congres International d'Etude et Défense contre els falsifications monétaires (París, 1965), membre de l'Institut Bonaerense de Numismàtica i Antiguitats i Cavaller de l'Ordre des Palmes Académiques de França, entre altres més.

## Publicacions[2]
- The Coinage of Spanish Provisional Government of 1868 (Wichita-USA, 1948)
- Importancia histórica de los retratos monetarios de Trajano (Tarrasa, 1949)
- Las acuñaciones de Huth referentes a España (Madrid, 1951)
- Aportación a la historia monetaria de Santa Fe de Bogotá (Barcelona, 1953)
- El problema de las acuñaciones barcelonesas de oro de Juan 11 de Aragón (Madrid, 1954)
- Reales de a cincuenta de Felipe IV, del Ingenio de la Moneda de Segovia (Madrid, 1956)
- En torno a una posible moneda barcelonesa del siglo IV (Barcelona, 1960)
- Florines de Aragón (Barcelona, 1966) y Monedas visigodas inéditas (Sevilla, 1982).